# 尤塔·劳
尤塔·劳（德語：Jutta Lau，1955年9月28日—），德国女子赛艇运动员。她曾代表东德参加1976年和1980年夏季奥林匹克运动会赛艇比赛，获得二枚金牌，均来自女子四人双桨有舵手项目。